# ハロルド・アレグザンダー (初代チュニスのアレグザンダー伯爵)
初代チュニスのアレグザンダー伯爵、ハロルド・ルパート・レオフリック・ジョージ・アレグザンダー（英語: Harold Rupert Leofric George Alexander, 1st Earl Alexander of Tunis, KG, GCB, OM, GCMG, CSI, DSO, MC, CD, PC, PC(Can), 1891年12月10日 - 1969年6月16日）は、イギリスの陸軍軍人、政治家、貴族。
アイルランド貴族の三男に生まれる。第二次世界大戦でイギリス軍や連合軍の総大将として、指揮を執った。最終階級は陸軍元帥。戦後は連合王国貴族に叙され、カナダ総督や国防担当閣外大臣などを務めた。

## 経歴

### 生い立ち
1891年12月10日、アイルランド貴族第4代カリドン伯爵ジェイムズ・アレグザンダーの三男としてロンドン・メイフェアに生まれる。母は第3代ノーベリー伯爵ヘクター・グラハム＝トーラーの娘エリザベス。兄に第5代カレドン伯爵位を継承するエリックがいる。
ハーロー校を経てサンドハースト王立陸軍士官学校へ進学する。1911年9月にアイルランド近衛連隊第一大隊の少尉に任官する。1912年12月に中尉に昇進。

### 第一次世界大戦
1914年に第一次世界大戦が開戦すると、アイルランド近衛連隊第一大隊所属の小隊を指揮して第一次イーペル会戦に参加したが負傷して入院した。1914年11月15日、病室で大尉昇進の辞令を受けた。
1915年8月に西部戦線に復帰。ソンムの戦いに参加し、その際の戦功で1916年9月に殊功勲章(DSO)を受章した。1916年12月には第一大隊の副司令官となり、1917年8月には少佐に昇進した。1917年10月には中佐代理としてアイルランド近衛連隊第2大隊の指揮官となり、第3次イーペル会戦やカンブレーの戦いに参加し、軽い負傷をした。
1918年春のドイツ軍の攻勢の際には第4近衛旅団の副司令官を務めた。1918年4月のアーズブルックの戦いにはアイルランド近衛連隊第2大隊の指揮官に戻って参加した。

### 戦間期
戦後の1919年3月から独立したポーランドにおかれた連合軍管理委員会に勤務した。同年5月からはラトビア独立戦争に参戦し、バルト・ドイツ人部隊を率いてソ連軍と戦った。その戦闘で1919年10月9日に負傷したが、1919年から1920年の春も地方の作戦に参加した。
1920年5月に帰国し、アイルランド近衛連隊第1大隊の副司令官に戻る。さらに1922年5月には中佐に昇進し、大隊の指揮官となる。1922年9月に発生したチャナク危機に際してコンスタンティノープルでの作戦に参加した。
1926年にはキャンバリー参謀大学に入学。1926年5月に大佐に昇進。1928年3月にはアイルランド近衛歩兵連隊管区と国防義勇軍の第140歩兵旅団の指揮官となった
1930年中には王立国防学院に在学。
1931年1月には陸軍省軍事訓練部の2級参謀将校に就任した。1932年から1934年まで北方軍の第1級参謀将校を務める。
1934年10月には准将に昇進するとともに植民地インド・北西辺境州のノーシェラ旅団指揮官となった。1935年2月から4月にかけてはマラカンドのパシュトゥーン人討伐のための遠征軍を指揮した。1935年9月にもモフマンド・パシュトゥーン人討伐軍に旅団指揮官として参加。
1937年10月16日にイギリスへ帰国し、少将に昇進する。

### 第二次世界大戦

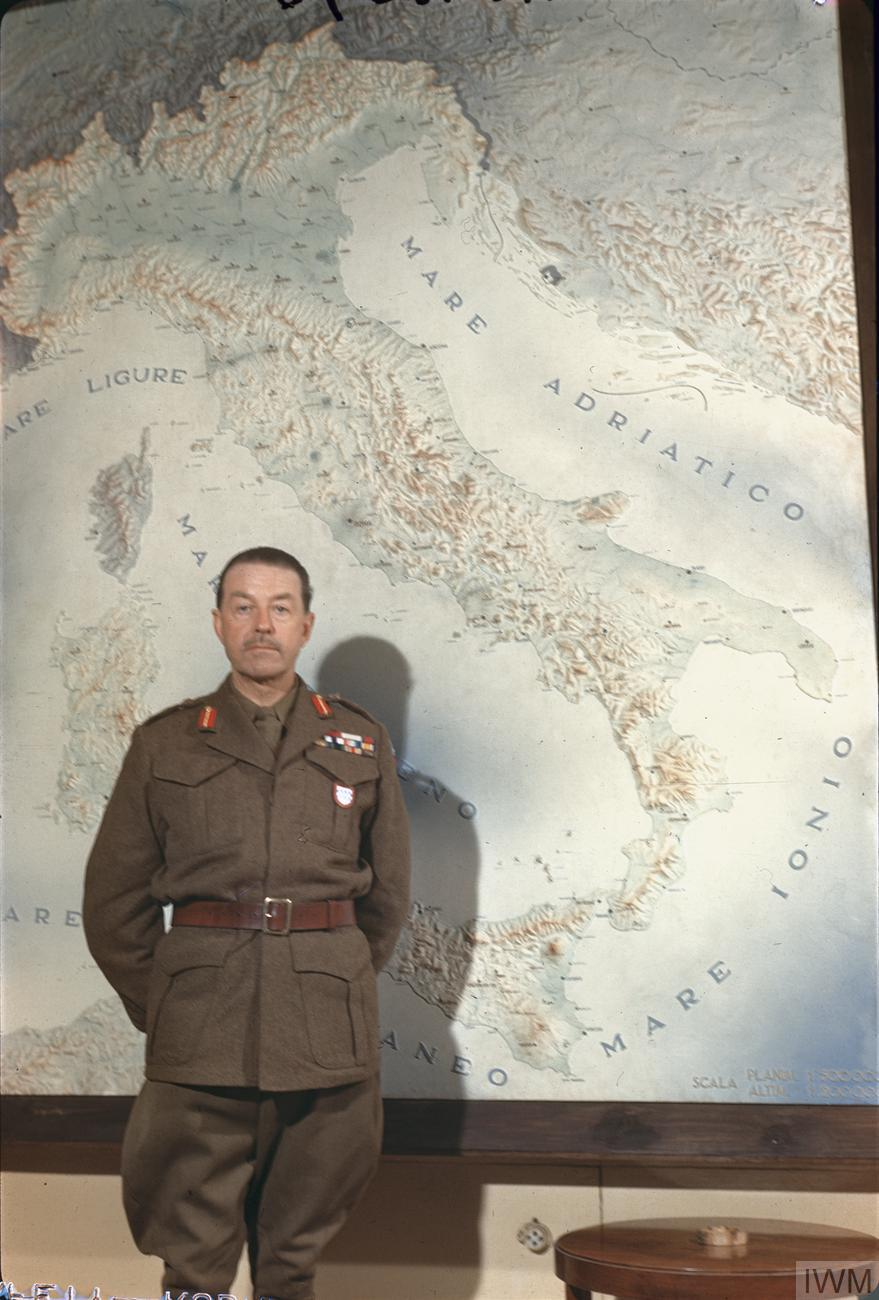
イタリアの地図をバックに立つ連合軍大本営最高司令官アレグザンダー。

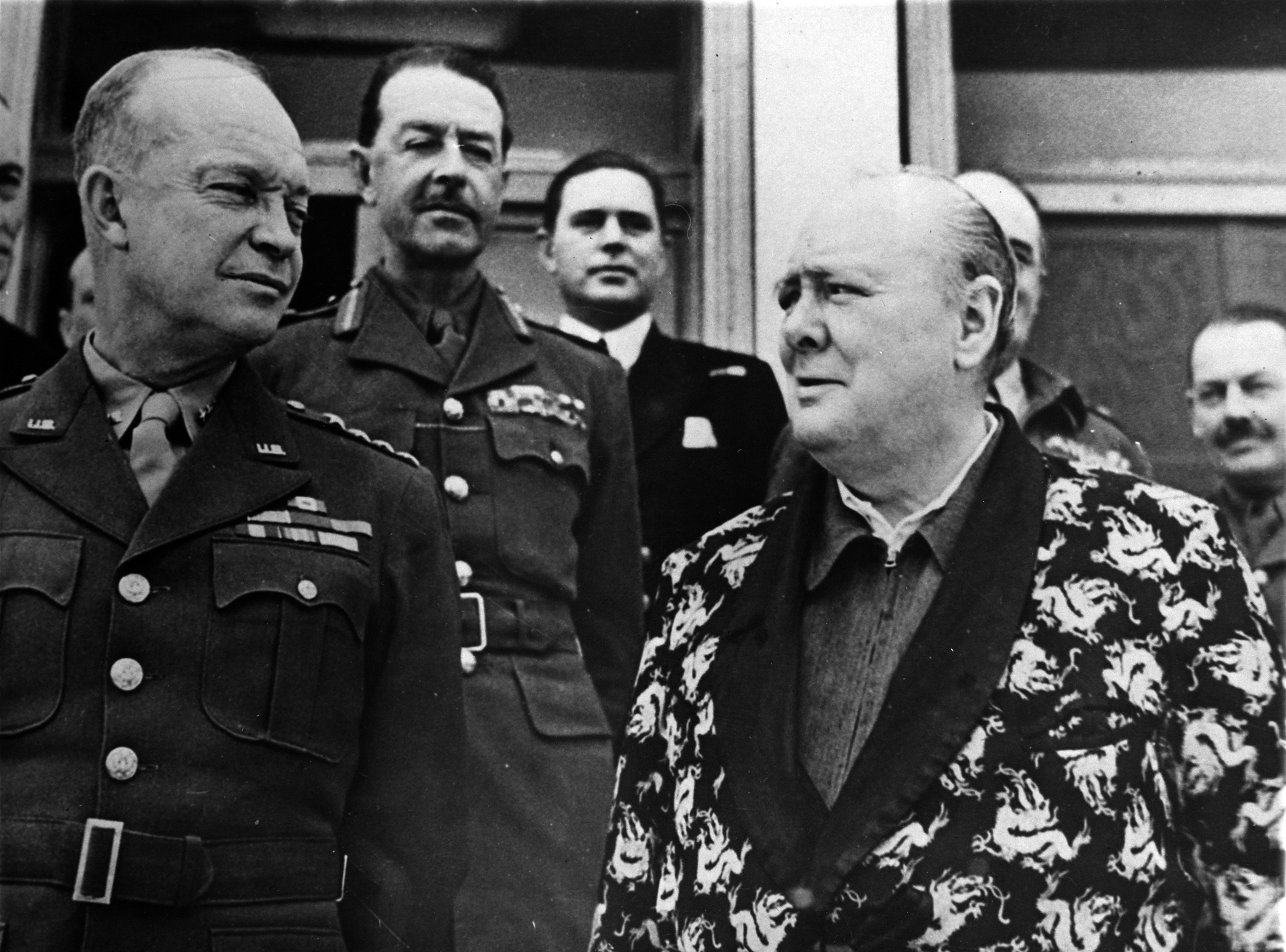
1944年、アイゼンハワーとチャーチルの間にいる人物がアレグザンダー。

1939年9月に第二次世界大戦が勃発すると海外派遣軍の第1歩兵師団の司令官(GOC)となる。1940年5月からのドイツ軍の西方電撃戦ではベルギーで戦ったが、敗れた。ダンケルクの撤退の間、最後まで残って師団の指揮を執り続け、彼は最後の駆逐艦で撤退した。
帰国後、1940年6月から7月まで第1軍団の司令官(GOC)、ついで1940年7月から1942年1月まで南方軍の最高司令官(C-in-C)を務めた。1940年7月に中将、1942年1月に大将に昇進した。
その後、日本との戦争の指揮のためにアジア植民地へ派遣された。インド駐留軍総司令官サー・アーチボルド・ウェーヴェルの命令でビルマ・ラングーン防衛の指揮を執ったが、防衛に失敗し、1942年3月にラングーン放棄を余儀なくされた。同月ビルマの全連合軍の最高司令官(C-in-C)に就任するもマンダレー防衛にも失敗してインドへ撤退した。
1942年7月に本国に召還されたが、彼はイギリスの敗北将軍たちの中でもチャーチルの信任を維持した数少ない人物の一人であり、直後に中東駐留軍の最高司令官に任じられて北アフリカ戦線の最高責任者となった。モントゴメリーは彼の部下にあたり、モントゴメリーをサポートした。1943年5月にチュニスを占領し、北アフリカ戦線に勝利した。
1943年2月には第18軍集団と連合軍大本営最高司令官代理、1943年末に連合軍大本営最高司令官に就任し、1943年7月からのシチリア島侵攻、9月からのイタリア半島侵攻を指揮した。
1944年6月に元帥に昇進した。

### 戦後
1946年3月1日に連合王国貴族爵位「カウンティ・オブ・ドニゴールにおけるエリガルのチュニスのアレグザンダー子爵(Viscount Alexander of Tunis, of Errigal in the County of Donegal)」に叙され、貴族院議員に列した。
1946年4月にカナダ総督に就任し、1952年まで務めた。
1952年3月14日に「チュニスのアレグザンダー伯爵」と「カウンティ・オブ・ティロンにおけるダーグ城及びオタワのリドー男爵(Baron Rideau, of Ottawa and of Castle Derg in the County of Tyrone)」に叙された。
1952年から1954年にかけて第二次チャーチル内閣で国防担当閣外大臣を務めた。1954年10月に辞した後はバークシャーのウィンクフィールド・ハウスで引退生活に入った。
しかし名誉職にはその後も就任し、カウンティ・オブ・ロンドン知事(1957年-1965年)、1960年から1965年にかけてロンドン塔管理長官(1960年-1965年)、グレーター・ロンドン知事(1965年-1966年)などを務めた。
1969年6月16日にバッキンガムシャーのウェクサム・パーク病院で死去した。ハートフォードシャーのリッジにある聖マーガレット教会に葬られた。

## 人物
- フリーメイソンだった[10]。

## 栄典

### 爵位
- 1946年3月1日、初代チュニスのアレグザンダー子爵(連合王国貴族爵位)[7]
- 1952年3月14日、初代チュニスのアレグザンダー伯爵(連合王国貴族爵位)[7]
- 1952年3月14日、初代オタワのリドー男爵(連合王国貴族爵位)[7]

### 勲章
- 1916年1月、ミリタリー・クロス（英語版）(MC)[11]
- 1916年9月、殊功勲章(DSO)[3]
- 1936年2月、インドの星勲章コンパニオン(CSI)[12]
- 1938年6月、バス勲章コンパニオン(CB)[13]
- 1942年1月、バス勲章ナイト・コマンダー(KCB)[6][14]
- 1942年11月、バス勲章ナイト・グランド・クロス(GCB)[15]
- 1946年1月、聖マイケル・聖ジョージ勲章ナイト・グランド・クロス(GCMG)[16]
- 1946年12月、ガーター勲章ナイト(KG)[17]
- 1951年6月、カナダ軍勲章（英語版）(CD)[18]
- 1959年1月、メリット勲章(OM)[19]

## 家族
1931年に第5代ルーカン伯爵ジョージ・ビンガムの娘マーガレット(1905-1977)と結婚。彼女との間に以下の4子を儲ける。
- 第1子(長女)ローズ・モーリーン・アレグザンダー (1932-2017) - 陸軍中佐ハンプリー・クロスマンと結婚
- 第2子(長男)シェーン・ウィリアム・デズモンド・アレグザンダー（英語版） (1935-) - 第2代チュニスのアレグザンダー伯爵位を継承。
- 第3子(次男)ブライアン・ジェイムズ・アレグザンダー (1939-)
- 第4子(次女)スーザン・メアリー・アレグザンダー (1948-) - ウィリアム・ハミルトンと結婚・